# دارامشالا
دارامشالا (به انگلیسی: Dharamsala) یک شهر در هند است که در هیماچال پرادش واقع شده‌است.

## خصوصیات
دارامشالا ۲۷٫۶۰ کیلومترمربع مساحت و ۵۳٬۵۴۳ نفر جمعیت دارد.

## نگارخانه

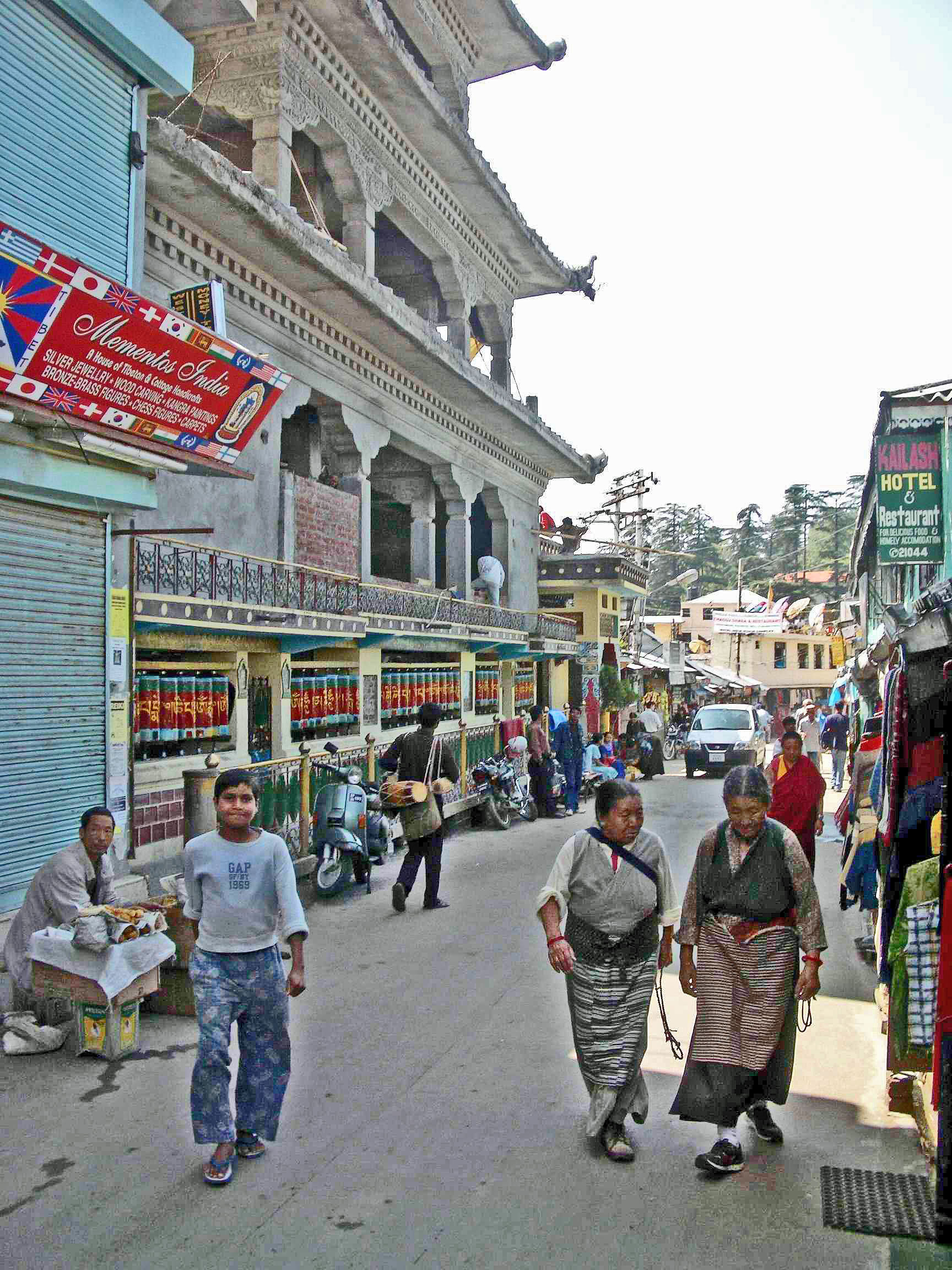
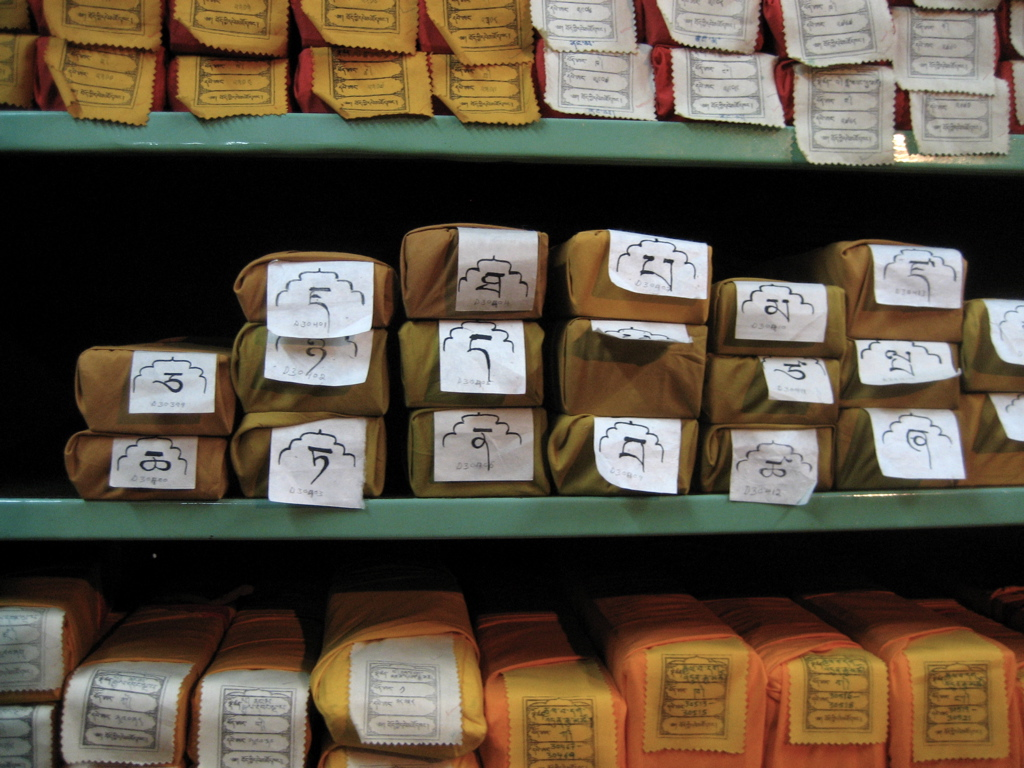
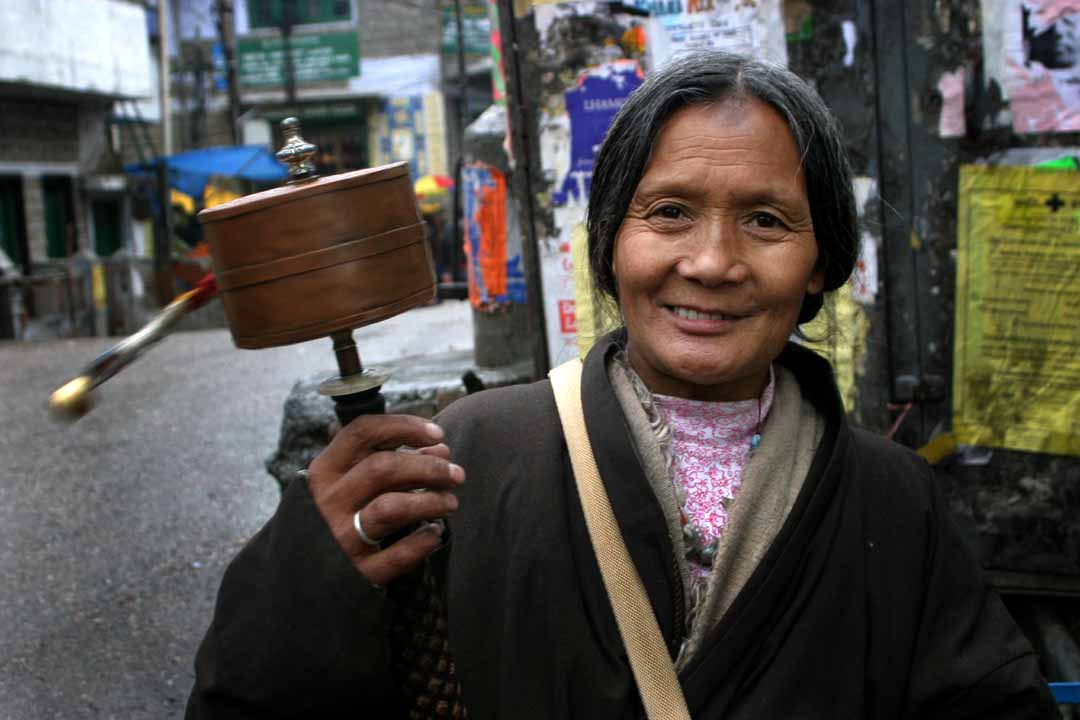
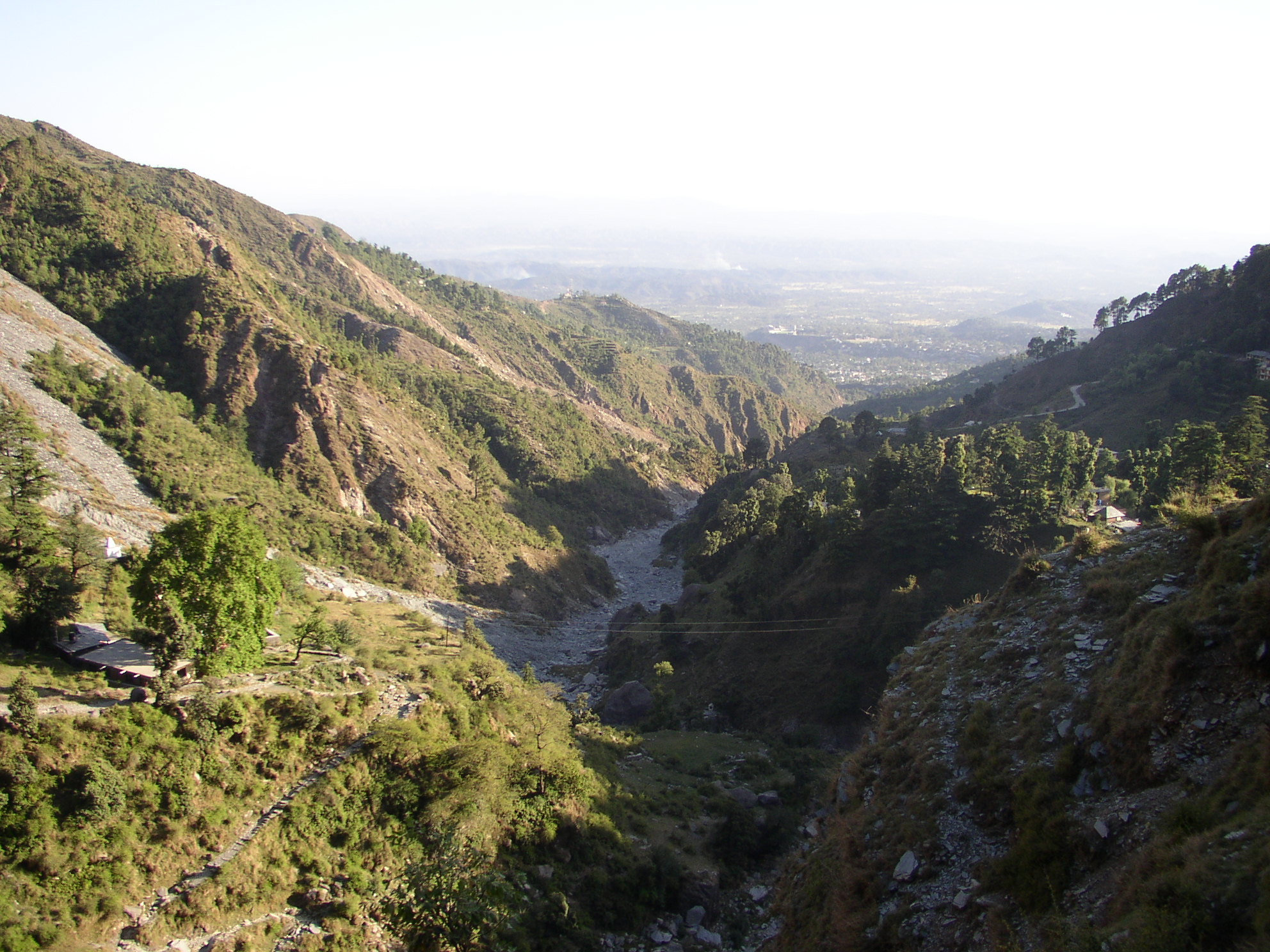
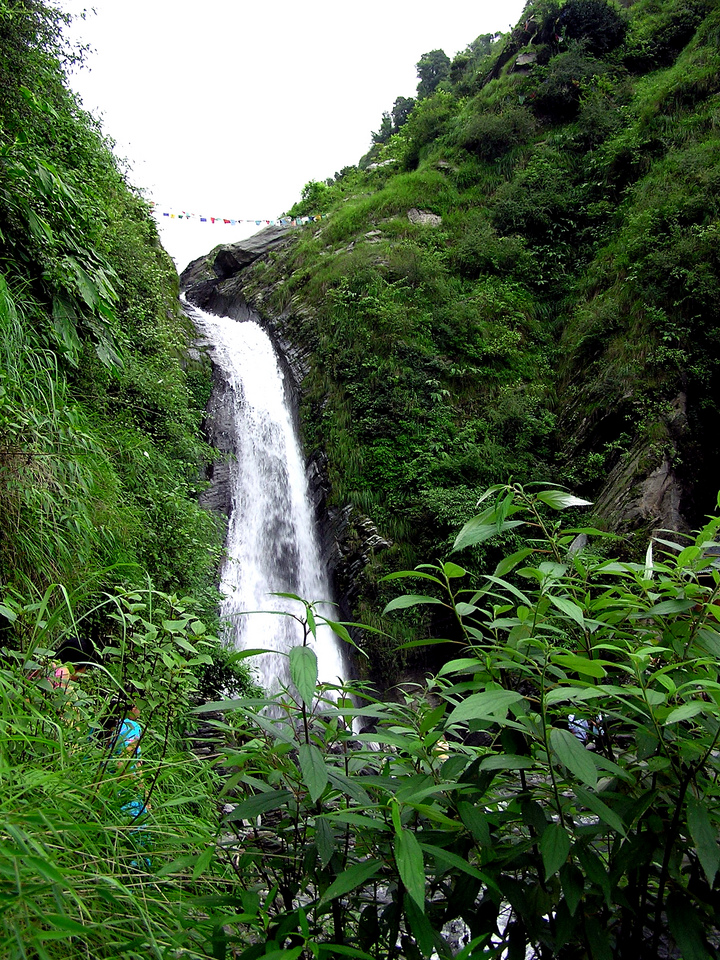
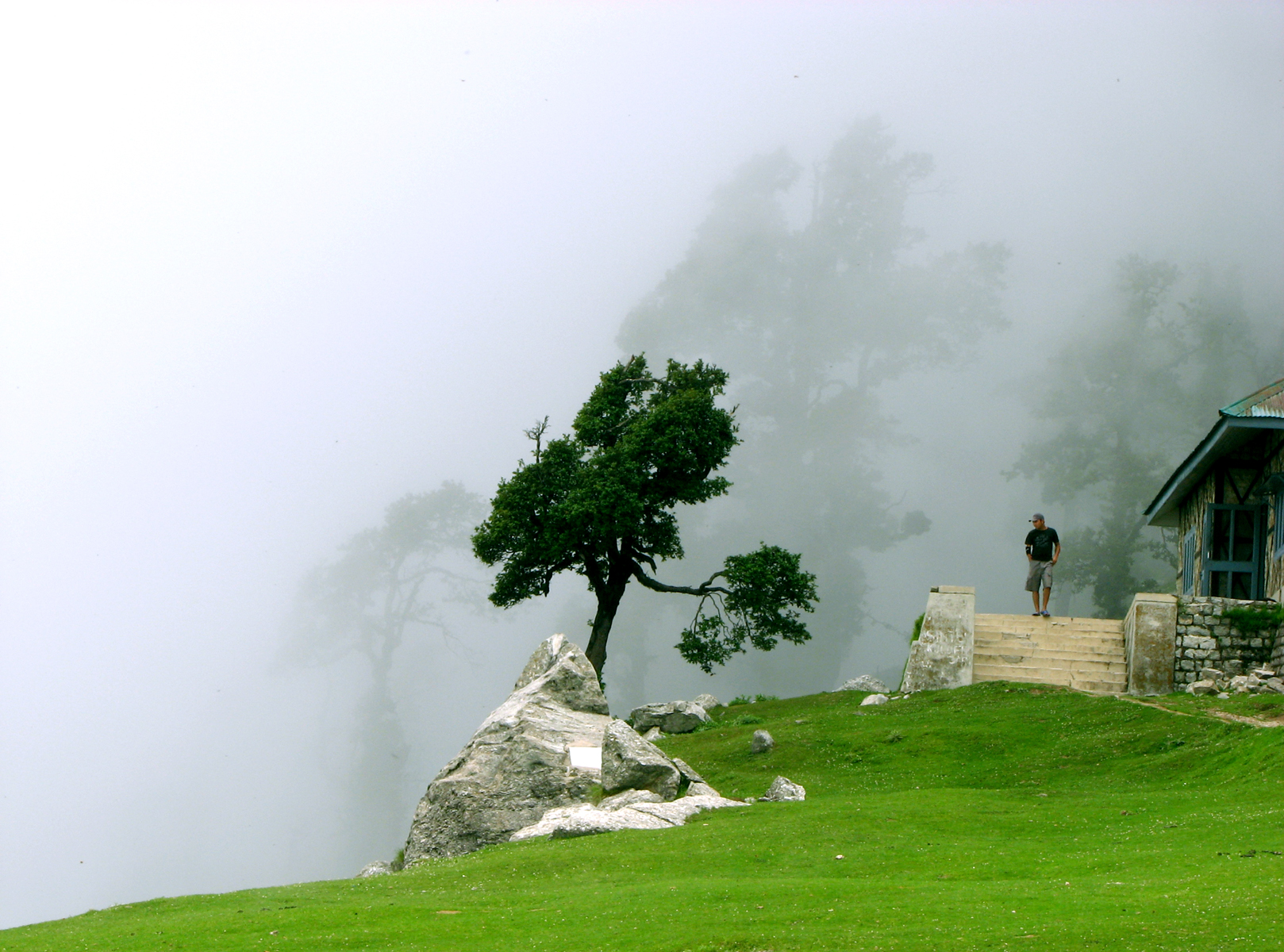
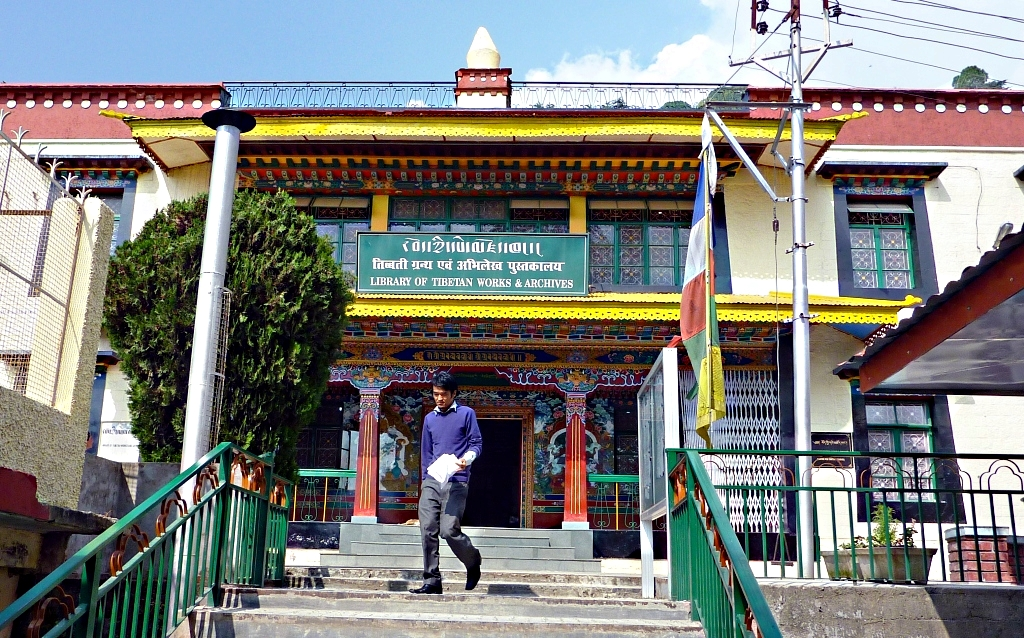
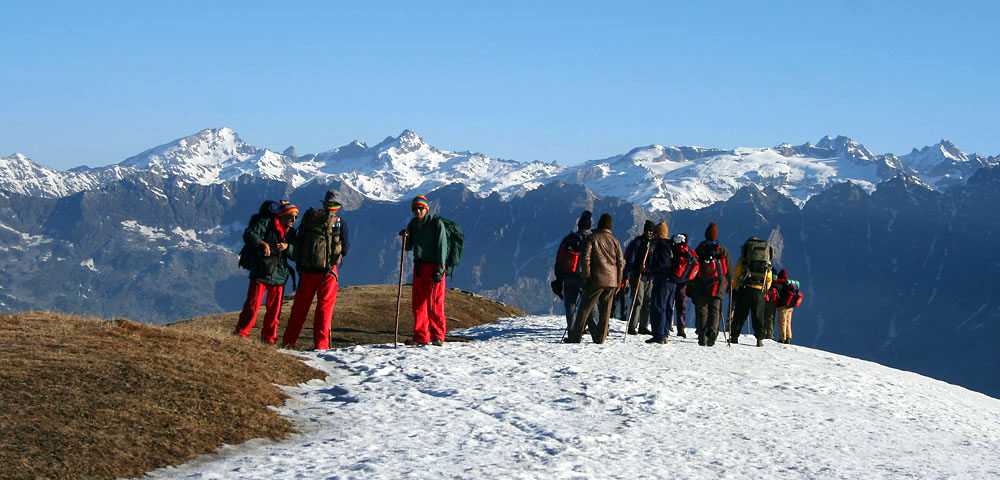
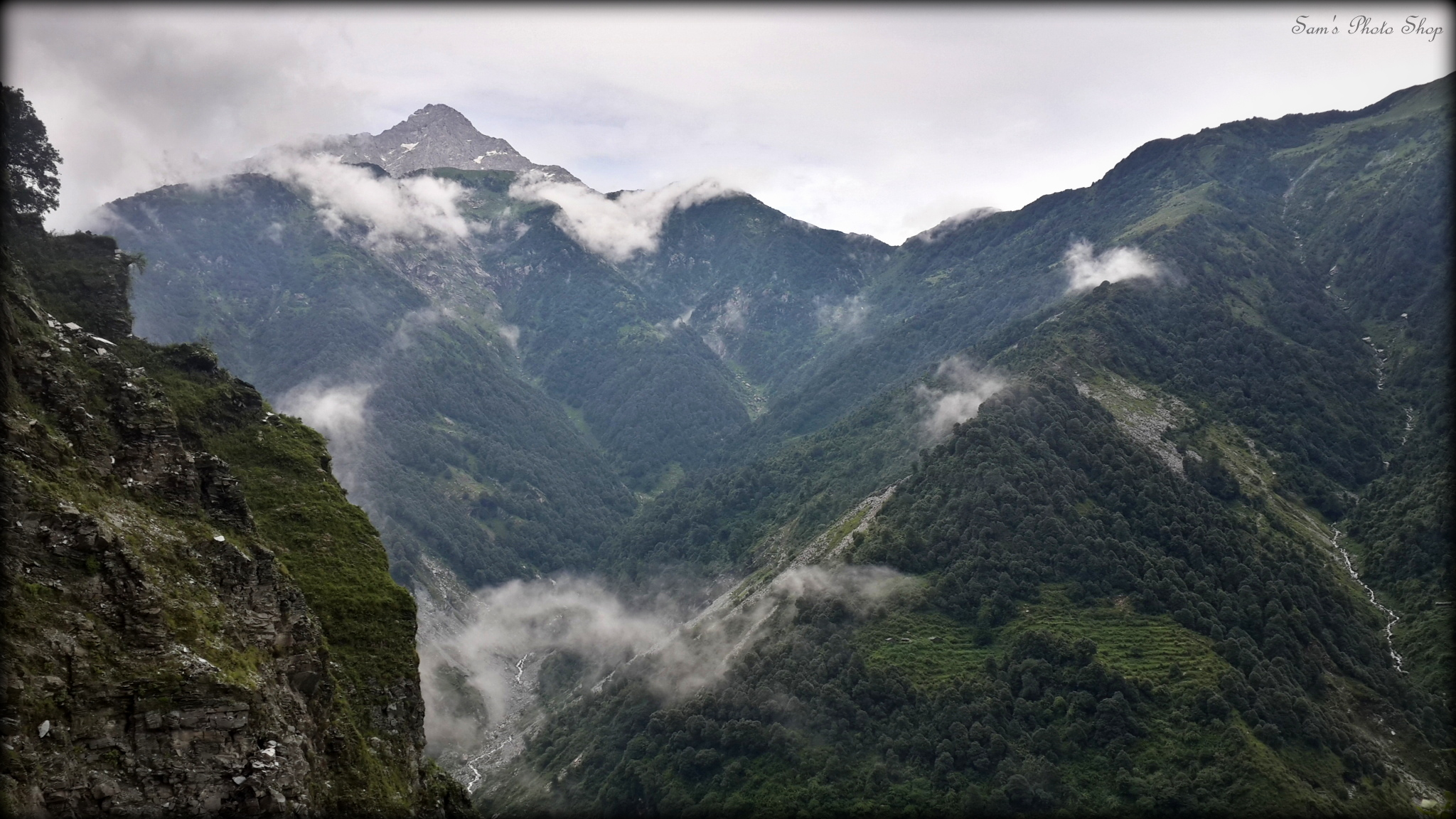

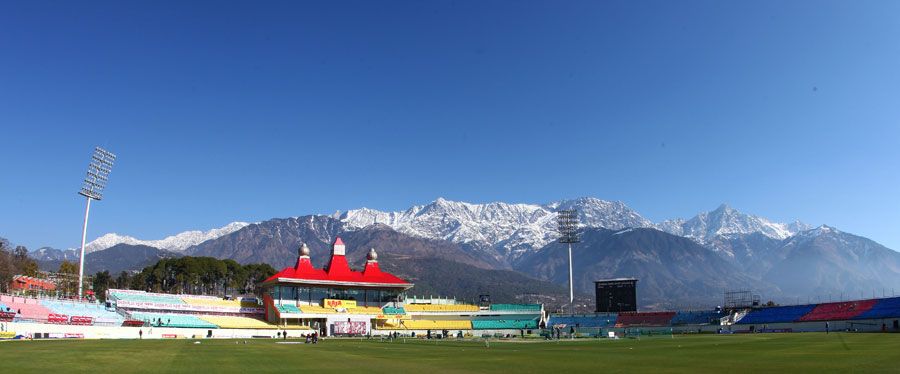
ورزشگاه بین‌المللی کریکت دارامشالا